# Ferdinand Amersin
Ferdinand Amersin (geboren 12. April 1838 in Großlobming in der Steiermark; gestorben nach 1894) war ein österreichischer Schriftsteller und Arzt. Er verfasste politisch-philosophische Schriften sowie den Zukunftsroman Das Land der Freiheit (1874).

## Leben
Der Absolvent des Kaiserlichen Staatsgymnasiums Graz wurde 1862 Unterarzt beim 4. Bataillon des Tiroler Jägerregiments. 1865 wurde er zum Infanterieregiment Nr. 32 versetzt, bald darauf quittierte er den militärischen Dienst. Ab 1870 ist er als Schiffsarzt in Triest nachweisbar, als solcher war er in den folgenden Jahren schriftstellerisch tätig. Max Eyth erwähnt im 6. Band seines Wanderbuchs eines Ingenieurs beiläufig, dass er Amersin im Dezember 1880 als Schiffsarzt kennenlernte, und bezeichnete ihn als „Haschischdoctor“. Amersin hatte 1879 eine Broschüre Haschischgenuss im Abendland, in dem er den Gebrauch von Cannabis propagierte. Eyth berichtet, Amersin habe an Bord diese Broschüre zusammen mit einer von ihm hergestellten „Haschischtinktur“ verkauft, die er als ein „orientalisches Mittel, um sich für einige Stunden in Mohameds Paradies versetzt zu fühlen“ bewarb. 1882 wurde die Verbreitung seines utopischen, in Rezensionen als „halbkommunistisch“ bezeichneten Romans Das Land der Freiheit, in dem er das Ideal einer religionslosen Republik präsentierte, in Österreich verboten. Amersin soll 1890 in Wien als Zahnassistent tätig gewesen sein; das erinnert daran, dass er schon 1874, als er in Wien eine Anstellung suchte, unter der Adresse eines Zahnarztes in der Inneren Stadt erreichbar war. 1893 soll er in Metnitz in Kärnten als Arzt tätig gewesen sein. In den 1890er-Jahren wurde „Theer-Rum“, ein von Amersin entwickeltes Mittel gegen Haarausfall, vertrieben; in entsprechenden Annoncen wurde Amersin als „k.k. Marine-Arzt“ bezeichnet. Weitere Lebensdaten, insbesondere das Todesdatum sind nicht bekannt.

## Das Land der Freiheit
Der Roman erschien als zweiter Teile von Weisheit und Tugend des reinen Menschentums, dessen erster Teil eine populäre Darstellung von Amersins Philosophie war. Der zweite Teil sollte dann in Romanform Amersins Weisheits- und Wissenschaftslehre dichterisch veranschaulichen. Der Roman gliedert sich in drei Bücher (Der Freiheitsgründer; Der Besuch auf Freiland; Die Ausgesandten) und ist eine von Fortschrittsglauben und einem optimistischen Menschenbild getragene Utopie.
Der Protagonist Heinrich, ein wohlhabender junger Mann findet in der materialistisch geprägten Welt keine Befriedigung, zieht sich mit seiner Lebensgefährtin Agnes aus dieser zurück und gründet im Garten seines Hauses eine Erziehungsanstalt. Durch überzeugendes Auftreten gelingt es dem Paar, etwa 20 „gesunde, kräftige, gescheite und gemüthliche Kinder“ von deren Eltern zu adoptieren. Als das Erziehungsprojekt Anstoß bei den Nachbarn erregt, siedelt das Paar mit den Kindern auf eine einsame, unbewohnte Insel um, die zum „Freiland“ wird, auf dem sich binnen einer Generation eine Mustergesellschaft entwickelt. Als sich die Inselbevölkerung rasch vermehrt, werden „Missionare“ in die Welt ausgesandt, denen es nach und nach mit Hilfe edler Fürsten gelingt, Deutschland und schließlich die ganze Welt für den Aufbau der Idealgesellschaft zu gewinnen. Sogar der Papst wird bekehrt. 
Eine Einordnung als Staatsroman lehnte Friedrich Kleinwächter 1891 ab, da darin „keine Spur einer Schilderung der Staatsverfassung oder der Wirtschaftsordnung enthalten“ sei.  Birgit Affeldt-Schmidt, die ihrer Arbeit „Fortschrittsutopie“ von „Zukunftsutopie“ unterscheidet, sieht in Amersins Roman die erste deutsche Fortschrittsutopie.

## Bibliografie
- Weisheit und Tugend des reinen Menschentums : in den Formen der Lehre und der Dichtung gemeinverständlich dargestellt. Leykam-Josefsthal, Graz.
  - Teil 1: Populäre Philosophie : oder leichtfassliche Einführung in die Weisheitslehre.
    - Erstes Buch: Einleitung, und Schule der Natur. 1871.
    - Zweites und Drittes Buch: Schule des Lebens. Schule der Kunst. 1872.

  - Teil 2: Das Land der Freiheit : ein Zukunftsbild in schlichter Erzählform. 1874, Digitalisat.
- Haschischgenuss im Abendland : Anleitung zu Kenntnis und Gebrauch des feinsten und merkwürdigsten Genußmittels. 1879.
- Im Freistaat, oder Gesetz und Sitte der Freiheit. Ungefährlich-socialistische Zukunftspläne. L. Herrmannstorfer, Triest 1880.
- Der Freibund der gleichgesinnten Edlen als zeitgemäßer Ersatz für Kirche und Freimaurerei. Triest 1880.
- Gemeinverständliche Weisheitslehre. (Wahrheits-Klugheits- und Geschmackslehre) sammt drei Beilagen: Arbeitsplan zur Verfassung eines … Sammelwerkes aller Wissenschaften und Künste … Uebersichtstafel der Wissenschaften und Künste und Begriffs-Bestimmungen-Verzeichniss. Julius Dase, Triest 1881 (überarbeitete Fassung von Weisheit und Tugend des reinen Menschentums, Teil 1: Populäre Philosophie : oder gemeinverständliche Weisheits- und Wissenschaftslehre für alle Bildungsfähige).